# Helianthemum nummularium
Helianthemum nummularium là một loài thực vật có hoa trong họ Nham mân khôi. Loài này được (Cav.) Losa & Rivas Goday mô tả khoa học đầu tiên năm 1974.

## Hình ảnh

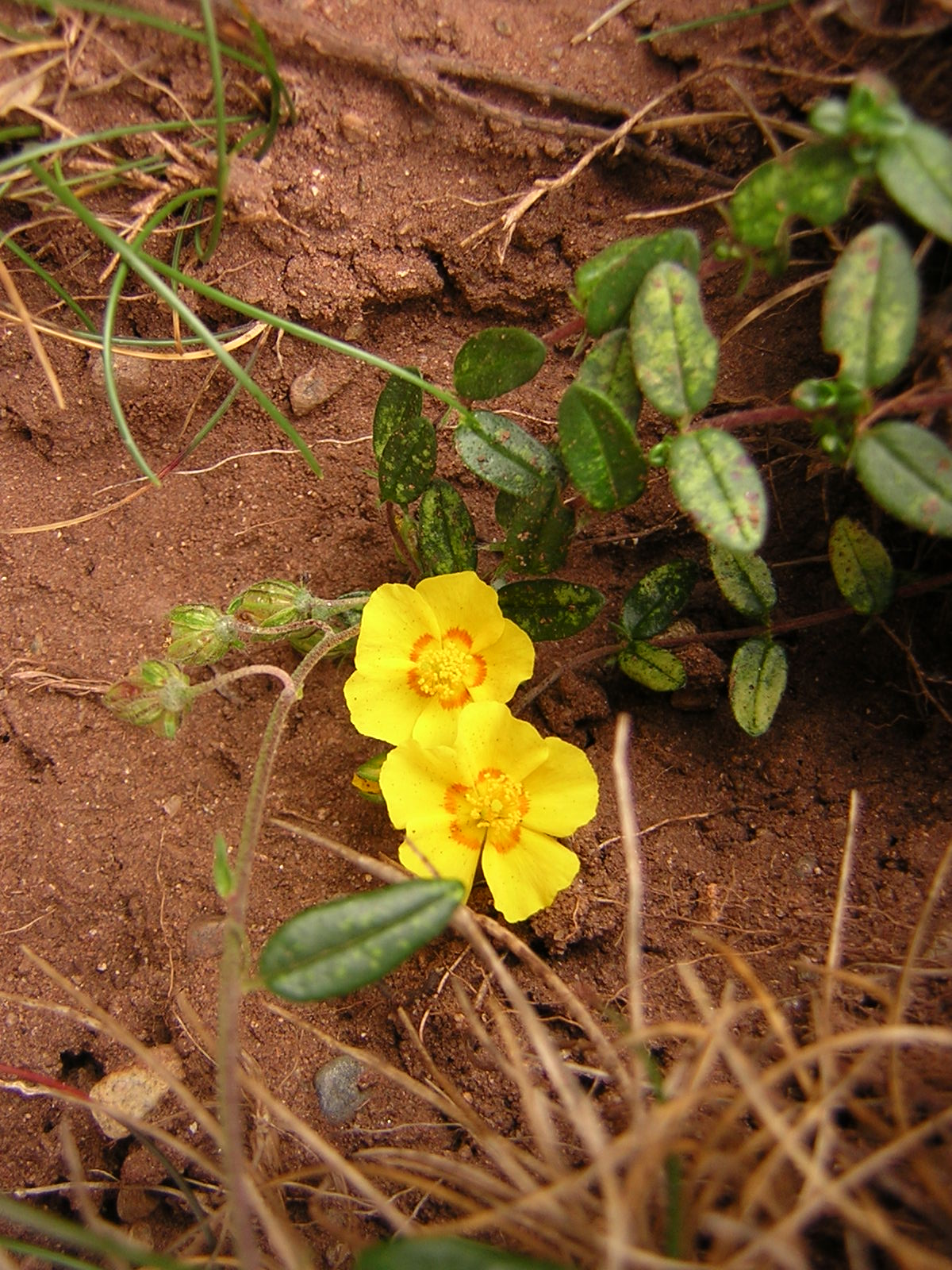
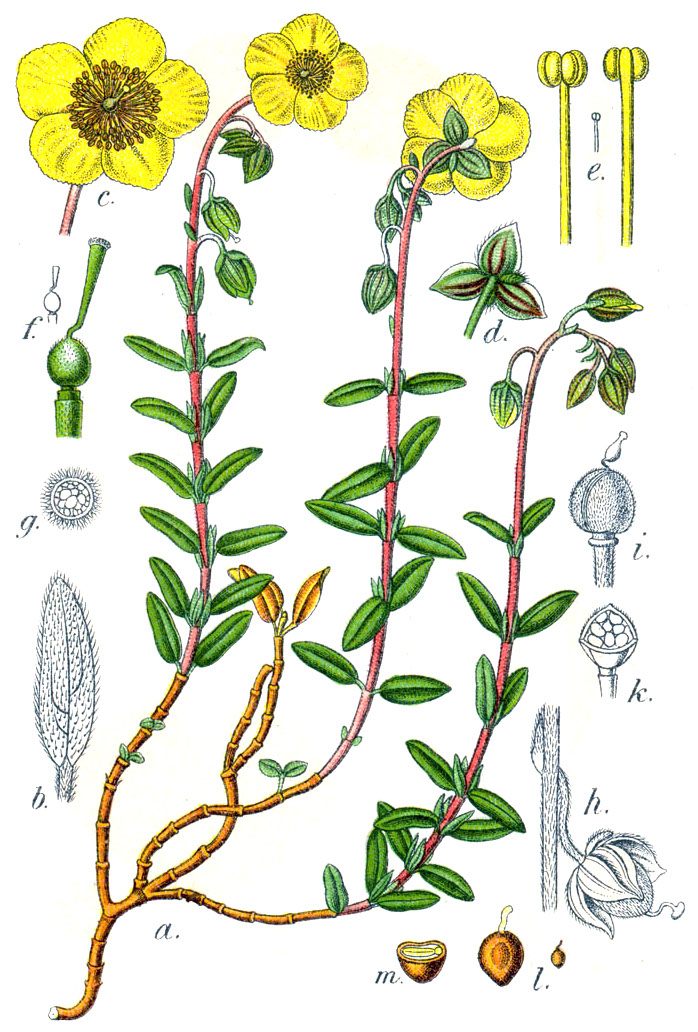
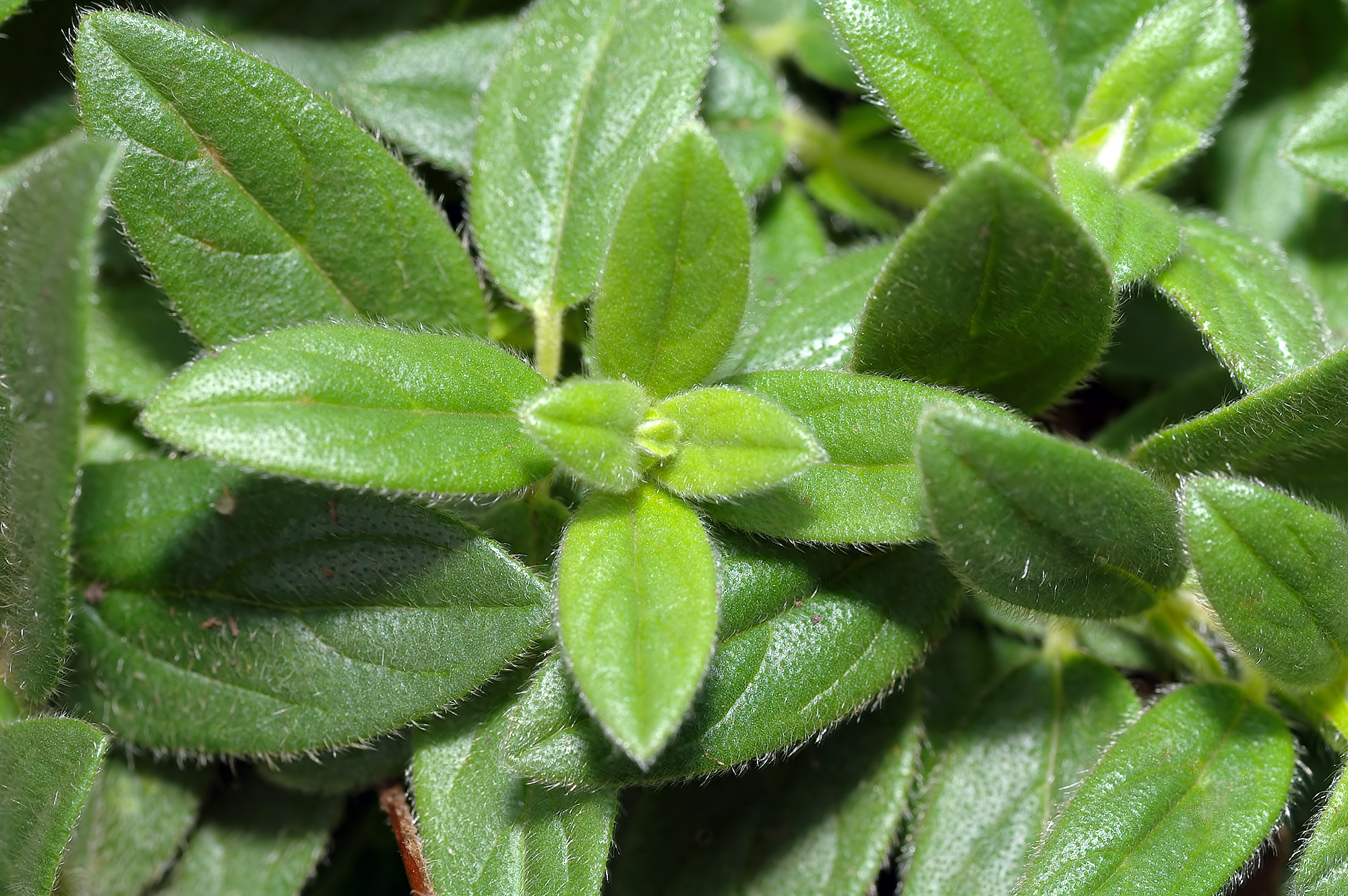
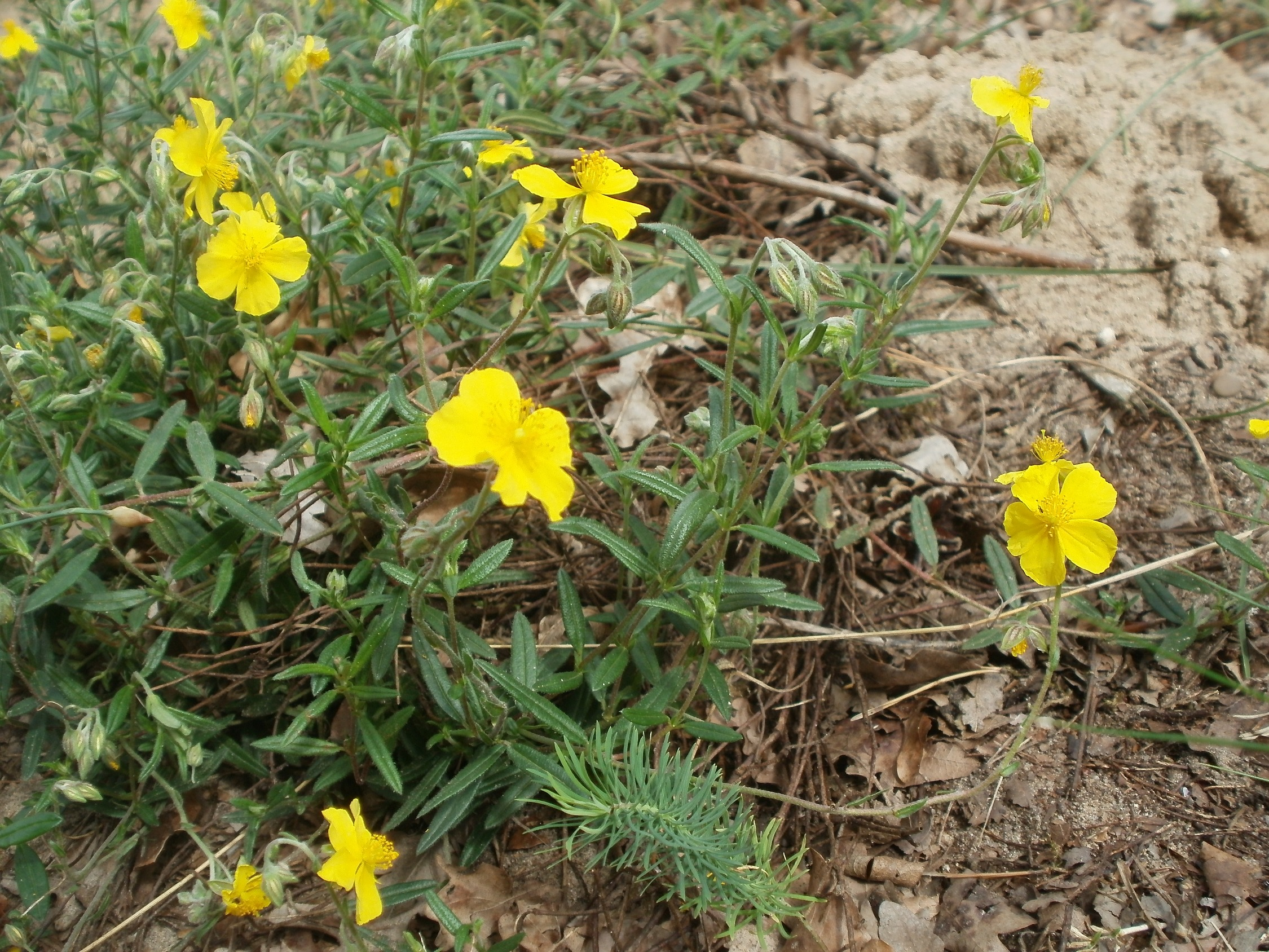
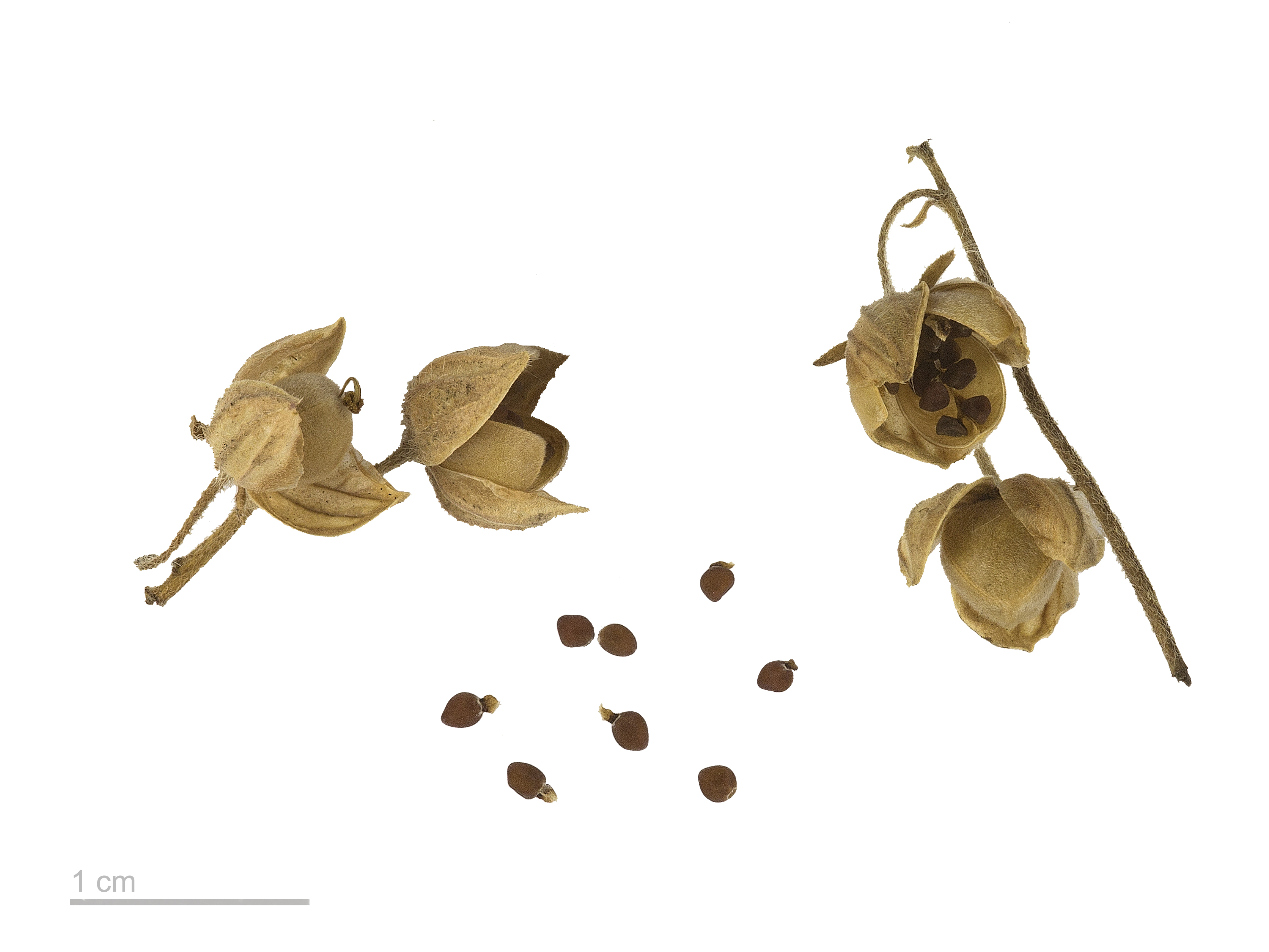
Helianthemum nummularium - Museum